# Bjørn Skagestad
Bjørn Skagestad, född 5 september 1950 i Oslo, är en norsk skådespelare, son till teaterchefen Tormod Skagestad.
Skagestad debuterade 1969 vid Det Norske Teatret, och gjorde sig bemärkt i roller som Benjamin i August Strindbergs Påsk och Konstantin i Anton Tjechovs Måsen. Han vann en stor seger i dubbelrollen som kejsar Julianus och mystikern Maximus i den första fullständiga uppsättningen av Henrik Ibsens Kejsare och galiléer (1987). Sedan 1988 är han vid Nationaltheatret, där han har haft en rad betydande roller, bland andra Helmer i Ett dockhem, Hjalmar Ekdal och grosshandlar Werle i Vildanden och assessor Brack i Hedda Gabler av Ibsen, Sganarelle i Molières Don Juan, Don José i Prosper Mérimées Carmen, James Tyrone Jr. i Eugene O'Neills Lång dags färd mot natt, Lange i Bjørnstjerne Bjørnsons Paul Lange och Tora Parsberg, Trigorin i Tjechovs Måsen och vännen i Jon Fosses Dødsvariasjonar.
På film har han haft huvudroller i Min älskade (1979), Liv og død (1980), Förföljelsen (1981), Martin (1981) och Svarta fåglar (1983). I Liv Ullmanns filmatisering av Kristin Lavransdotter (1995) spelade han Erlend. Han hade även en roll i tv-serien Vestavind (1994–1995).

## Filmografi (urval)
- 1979 – Min älskade
- 1980 – Liv og død
- 1981 – Förföljelsen
- 1981 – Martin
- 1983 – Svarta fåglar
- 1983 – Jenny (TV-serie)
- 1985 – August Strindberg ett liv (TV)
- 1995 – Kristin Lavransdotter
- 1999 – Se dig inte om!
- 2019 – Home for Christmas (TV-serie)